# Saab 91
Die Saab 91 Safir ist ein Flugzeug des schwedischen Herstellers Saab. Es handelt sich um einen einmotorigen Tiefdecker mit einem einziehbaren Dreibeinfahrwerk. Von allen Ausführungen wurden 323 Stück gefertigt. Die Lieferungen erfolgte in 21 Länder und an insgesamt sechs Luftstreitkräfte.

## Entwicklung

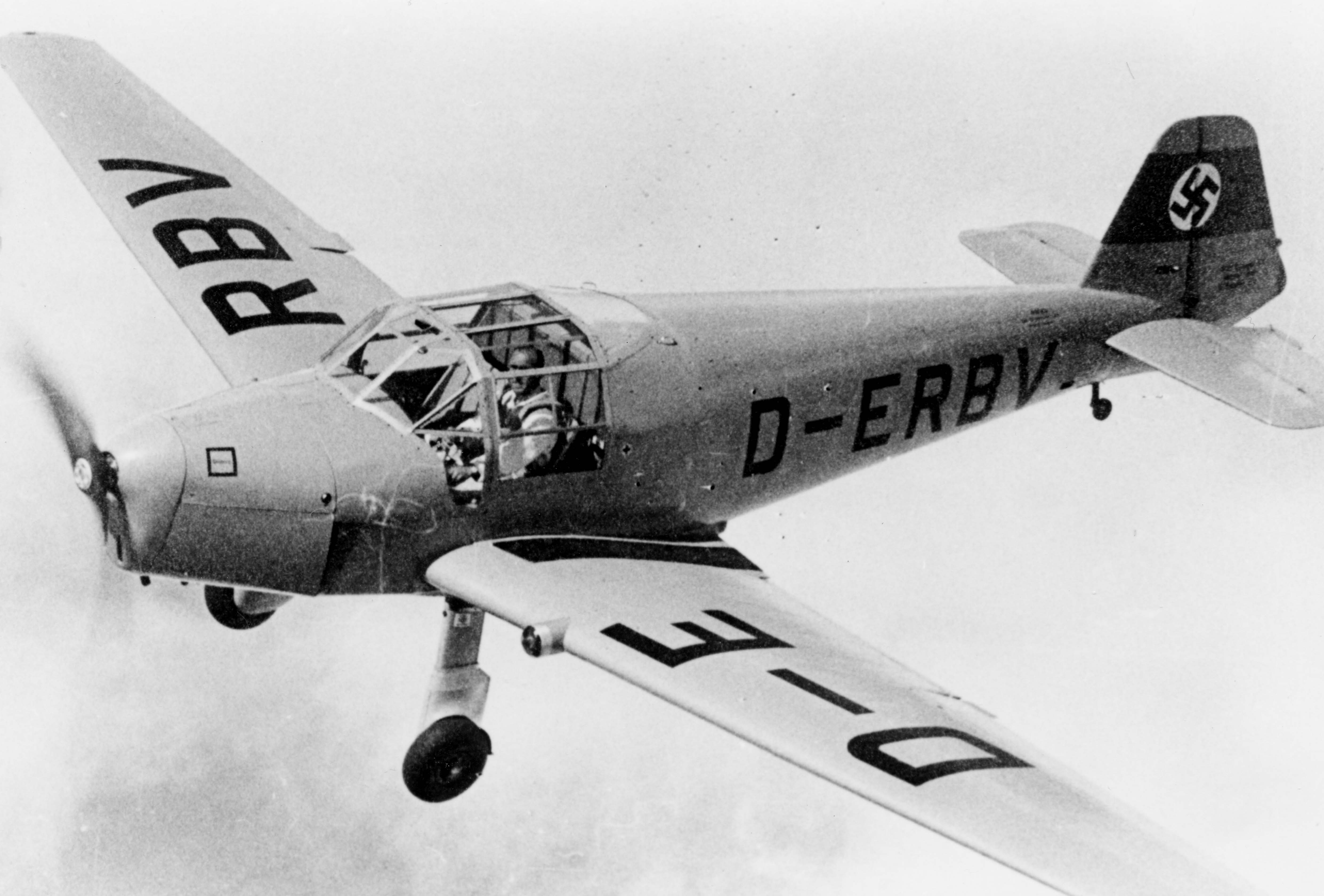
Die Bücker Bü 181 desselben Designers Anders J. Andersson

Die Entwicklung der zunächst dreisitzigen Maschine begann im Winter 1944/45 und wurde von Anders J. Andersson geleitet. Als Entwicklungskosten waren 200.000 schwedische Kronen genehmigt worden. Der Erstflug erfolgte am 20. November 1945 mit einem 130 PS leistenden Motor De Havilland Gipsy Major IC, der einen verstellbaren Zweiblattpropeller antrieb. Das Flugzeug bot drei Personen Platz. Dieser Prototyp (SE-APN) wurde 1947 umgebaut, um mit der Bezeichnung Saab 201 als Versuchsflugzeug für die Tragflügelentwicklung der Saab 29 verwendet zu werden. Dabei wurden die Tragflügel, die für die Saab 29 vorgesehen waren, maßstäblich verkleinert. In dieser Konfiguration startete sie am 28. April 1947 erstmals. 1950 wurde dasselbe Flugzeug nochmals umgebaut und diente mit der Bezeichnung Saab 202 auch der Saab 32 für diesen Zweck. Hier erfolgte der erste Flug am 1. März 1950.

## Technische Ausführung (Saab 91A)
Die freitragende Tragfläche war einholmig ausgeführt und mit dem Rumpf verschraubt. Das Tragflächenvorderteil war bis zum Holm mit Blech beplankt, dahinter mit Tuch bespannt. Die Querruder bestanden aus mit Tuch bespanntem Alclad. Das Querruder an der Backbordseite besaß eine am Boden verstellbare Trimmfläche. Zwischen den Querrudern und dem Rumpf befanden sich als Spaltklappen ausgeführte mechanisch betätigte Landeklappen. Der Rumpf war selbsttragend ausgeführt. Die Spanten waren durch Stringer verbunden und mit einer mittragenden Blechhaut aus Alclad beplankt. Das Leitwerk war selbsttragend ausgeführt und bestand aus mit Blech beplanktem Alclad. Die Ruder waren mit Tuch bespannt. Sowohl Höhen- als auch Seitenruder waren trimmbar. Die Maschine verfügte über ein Doppelsteuer. Das Bugradfahrwerk war mechanisch betätigt. Das Hauptfahrwerk zog nach innen zum Rumpf hin ein, das Bugrad nach hinten. Die Radbremsen des Hauptfahrwerkes wurden über Zehenpedale betätigt. Die Kabine war allseitig geschlossen. Die dreiteilige Dachverglasung konnte im Notfall abgeworfen werden. Der Pilot saß auf der linken Seite, daneben fand ein Passagier Platz. Hinter dem Passagier war ein weiterer Passagiersitz untergebracht. Hinter dem Piloten befand sich der Gepäckraum. Die Passagiersitze konnten für den Transport einer Trage ausgebaut werden.

## Saab 91A
Die Serienfertigung der Saab 91A begann im Frühjahr 1946. Von dieser ersten Serie, ausgerüstet mit einem De Havilland Gipsy Major 10 mit einer Leistung von 147 PS, konnten bis 1948 48 Stück hergestellt werden, von denen zehn Stück von der schwedischen Luftwaffe gekauft und als Verbindungsflugzeug Tp 91 bis 1960 eingesetzt wurden. Acht Maschinen wurden an die staatliche niederländische Lufttransportschule verkauft, die äthiopische Luftwaffe kaufte 16 Maschinen. Eine Maschine wurde von Carl Gustaf von Rosen in einem Nonstop-Überführungsflug, der 30:52 h dauerte, von Stockholm nach Addis Abeba geflogen. Die restlichen 14 Maschinen der ersten Serie wurden von Privatleuten gekauft.

## Saab 91B

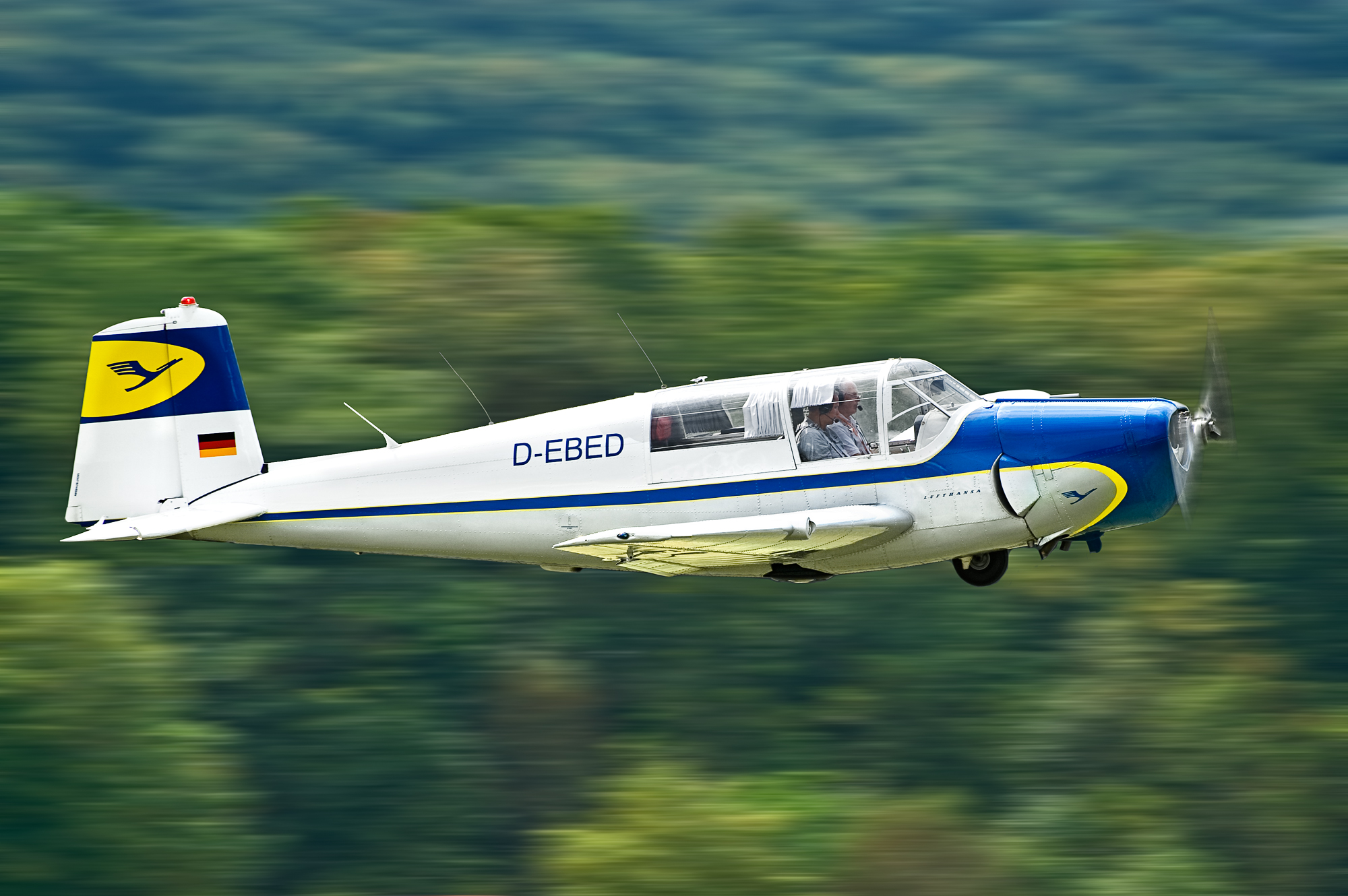
Saab 91B der Lufthansa beim Start

Am 18. Januar 1949 startete die mit einem Lycoming O-435A ausgerüstete Version Saab 91B zu ihrem Erstflug. Wegen des Boxermotors wurde der Bugbereich neu ausgeführt. Gegenüber der Saab 91A war auch die Cockpitverglasung geändert worden, nun kam ein verstellbarer Dreiblattpropeller zum Einsatz. Die schwedische Luftwaffe hatte die Saab 91 als Schulflugzeug ausgewählt und bestellte 75 Flugzeuge. Das Triebwerk leistete 190 PS und ermöglichte bessere Flugleistungen. Aufgrund von Kapazitätsproblemen bei Saab wurde an die De Schelde in Dordrecht eine Fertigungslizenz vergeben, nach der 120 Stück gefertigt wurden. Ab 1952 kam die Saab 91B als Schulflugzeug bei der schwedischen Luftwaffe als Sk 50B zum Einsatz. Ende 1954 wurde nach einer Erweiterung der Werksanlagen bei Saab die Produktion in Schweden wieder aufgenommen. Die norwegische Luftwaffe kaufte 25 Exemplare einer Version, die als Saab 91B-2 bezeichnet wurde. Dabei wurde der Rumpf der Saab 91B verwendet, an dem die Tragflächen der Saab 91C, jedoch ohne eingebaute Tanks, montiert waren. Später übernahmen die Norweger noch fünf schwedische Sk 50B. Ein weiterer militärischer Nutzer war die äthiopische Luftwaffe mit 14 Saab 91B.

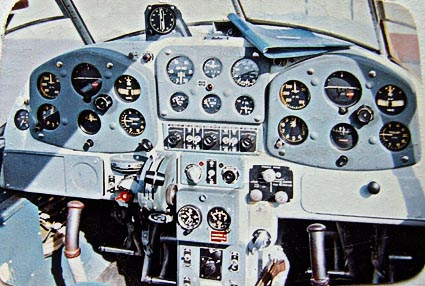
Cockpit einer norwegischen Saab 91B

Zivile Nutzer waren die Air France mit fünf, die indonesische Zivilluftfahrtschule mit sechs, die Lufthansa mit zwei und die Sabena mit acht Maschinen.
Eine Maschine der Ausführung Sk 50B wurde von Saab zurückgekauft und 1957 an das japanische Technische Forschungs- und Entwicklungsinstitut verkauft, das von den Japanischen Streitkräften unterhalten wird. Dort wurde es als STOL-Flugzeug umgebaut. Wegen der Möglichkeit des einfachen Austausches der Tragflächen wurde die Maschine bis 1987 genutzt und anschließend einem Museum übergeben.

## Saab 91C

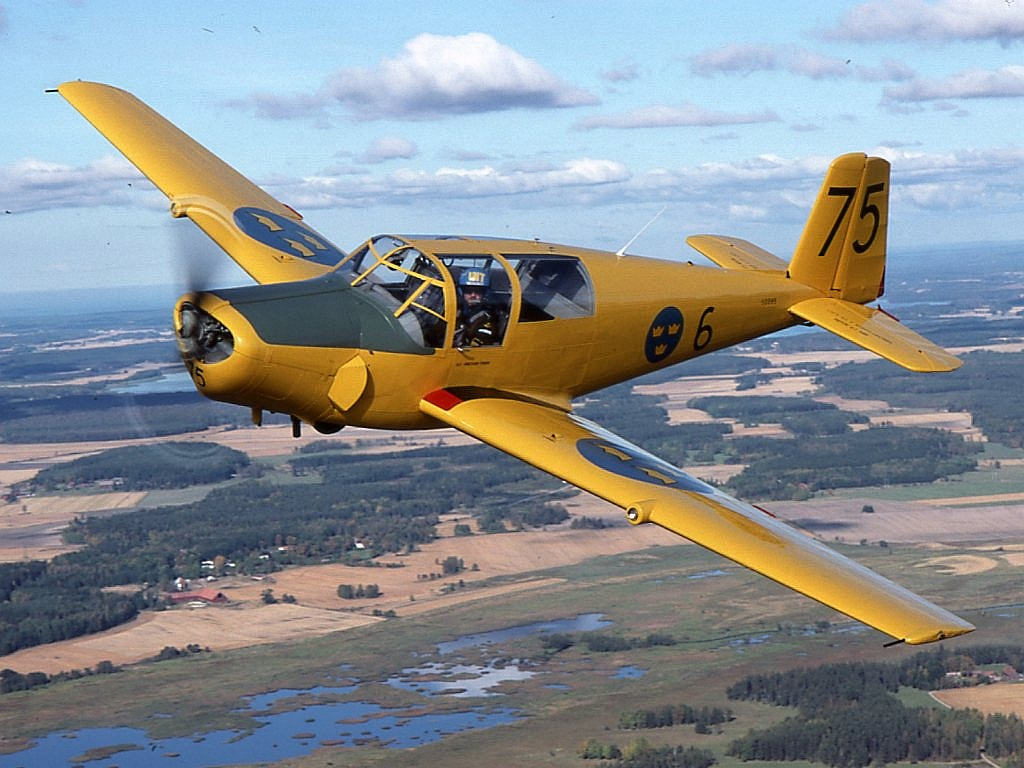
Saab 91C der schwedischen Luftwaffe

Als Saab 91C wurde eine viersitzige Variante bezeichnet, die im September 1953 ihren Erstflug absolvierte. Die Tragflächen erhielten Kraftstoffbehälter, so dass der Rumpftank entfallen konnte. Die schwedische Luftwaffe setzte 14 Maschinen dieser Ausführung als Sk 50C ein.

## Saab 91D

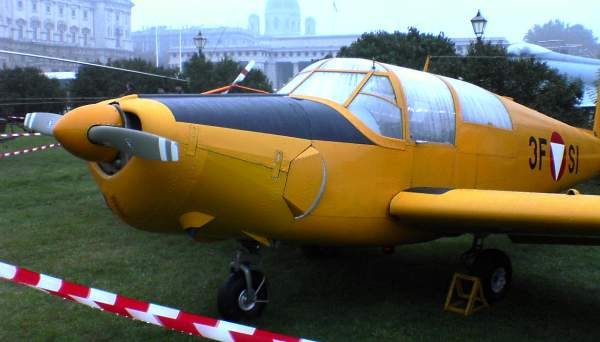
Saab 91D des Österreichischen Bundesheeres

Die letzte gelieferte Ausführung war die 1957 vorgestellte Saab 91D, die, ebenfalls viersitzig, mit einem 180 PS starken Lycoming O-360A1A als Antrieb ausgerüstet wurde. Als Radbremsen wurden hier Scheibenbremsen verwendet. Verschiedene konstruktive Änderungen verringerten das Gewicht der Maschine. Das österreichische Bundesheer bestellte 24 Maschinen als Schulflugzeuge, die zwischen 1964 und dem 13. September 1993 genutzt wurden. Weitere Nutzer waren die finnische Luftwaffe mit 16 Maschinen, von denen zwei als Aufklärer mit Kameras bestückt wurden, die niederländische Luftwaffe mit 16 und die tunesische Luftwaffe mit 15 Flugzeugen dieser Ausführung. Die letzte Saab Safir verließ am 8. Juli 1966 das Werk in Schweden.

## Weitere Nutzung
Die schwedische Luftwaffe nutzte die Sk 50 bis 1971 als Schulflugzeug und bis 1993 als Verbindungsflugzeug. Die Maschinen wurden dann günstig an Luftsportvereine abgegeben und werden zum Teil heute noch genutzt.
Die Safir wurde auch als Kunstflugzeug verwendet. Unter anderem benutzen noch heute die Breitling Eagles und das Team 2000 diese Flugzeuge bei einigen Luftshows. Bis 1993 flog auch eine Kunstflugstaffel des österreichischen Bundesheeres, die Karo As, acht Safir der Reihe 91D, die dann an das Team 2000 verkauft wurden.

## Militärische Nutzer
- Äthiopien: 16 Saab 91A, 14 Saab 91B
- Finnland: Luftwaffe: 16 Saab 91D, Grenzwache 3 Saab 91D (1982–1985)
- Japan: 1
- Norwegen: 25 Saab 91B-2
- Österreich: 24 (1964 bis 1993)
- Schweden: 10 Saab 91A, 75 Saab 91B (Sk-50B), 14 Saab 91C (Sk-50C)
- Tunesien: 15 Saab 91D

## Technische Daten
| Kenngröße                 | Saab 91A  | Saab 91B  | Saab 91C  | Saab 91D         |
| ------------------------- | --------- | --------- | --------- | ---------------- |
| Länge                     | 7,8 m     | 7,95 m    | 7,95 m    | 8,03 m           |
| Spannweite                | 10,6 m    | 10,6 m    | 10,6 m    | 10,6 m           |
| Höhe                      | 2,20 m    | 2,20 m    | 2,20 m    | 2,20 m           |
| Flügelstreckung           | 8,3       | 8,3       | 8,3       | 8,3              |
| Flügelfläche              | 13,6 m²   | 13,6 m²   | 13,6 m²   | 13,6 m²          |
| Kabinenbreite             | 1,22 m    | 1,22 m    | 1,22 m    | 1,22 m           |
| Leermasse                 | 580 kg    | 720 kg    | 745 kg    |                  |
| Startmasse                | 955 kg    | 1250 kg   | 1215 kg   | 1205 kg          |
| max. Startmasse           | 1075 kg   |           |           |                  |
| max. Startmasse Kunstflug |           | 1050 kg   |           | 1050 kg (+6/−3g) |
| Höchstgeschwindigkeit     | 265 km/h  | 275 km/h  | 270 km/h  | 270 km/h         |
| Reisegeschwindigkeit      | 248 km/h  | 232 km/h  | 227 km/h  | 235 km/h         |
| Überziehgeschwindigkeit   | 85 km/h   | 90 km/h   |           | 90 km/h          |
| Steigleistung             | 300 m/min | 350 m/min | 255 m/min | 243 m/min        |
| Reichweite                | 960 km    | 1075 km   | 960 km    | 1060 km          |
| Dienstgipfelhöhe          | 4600 m    | 6200 m    | 5100 m    | 6100 m           |

## Museale Rezeption
- Eine Saab 91D Safir des österreichischen Bundesheeres ist in der Militärluftfahrtausstellung Zeltweg im Hangar 8 des Fliegerhorst Hinterstoisser ausgestellt, einer Außenstelle des Wiener Heeresgeschichtlichen Museums.[1]

## Zwischenfälle

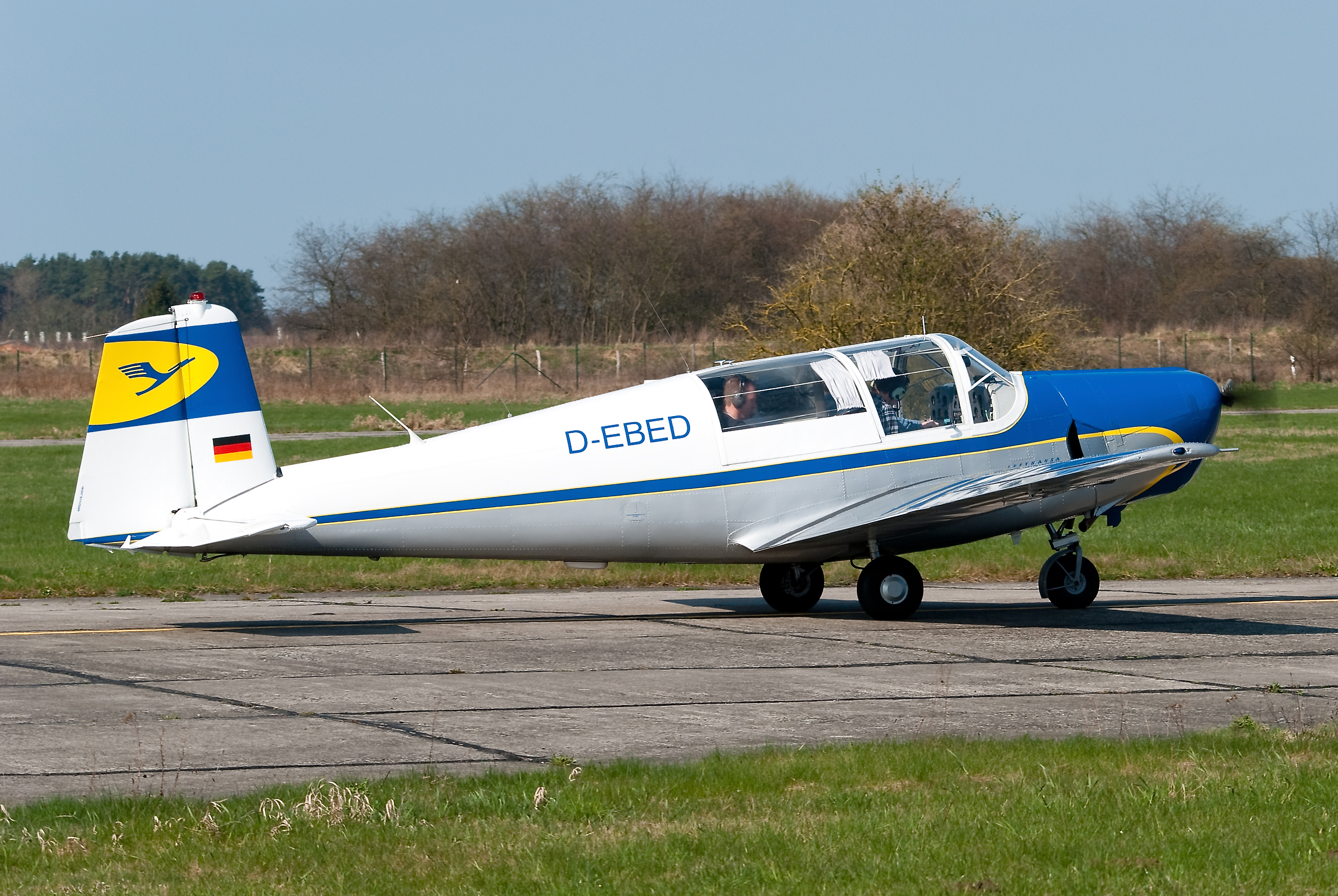
Das verunglückte Flugzeug im Mai 2013 auf dem Flugplatz Rechlin-Lärz

Am 1. August 2014 stürzte eine Saab 91B (D-EBED) kurz nach dem Start auf dem Flughafen Bremen ab. Der Pilot hatte zuvor gemeldet, dass er unmittelbar umkehren müsse. Danach brach der Funkkontakt ab, und das Flugzeug stürzte nahezu senkrecht in eine Lagerhalle, wonach ein Feuer ausbrach.